# أندرو برات
أندرو برات (4 مارس 1975 - )  (بالإنجليزية: Andrew Pratt)‏ هو لاعب كريكت بريطاني.